# Hamilkar Bošković
Hamilkar Bošković (Šibenik, 29. ožujka 1874. – Zagreb, 17. prosinca 1947.), hrvatski filmski poduzetnik
S Juliom Bergmannom 1917. utemeljio je Croatia film k. d., prvo hrvatsko filmsko poduzeće, koje je te godine snimilo prvi hrvatski igrani film: "Brcko u Zagrebu" (scenarij: Arnošt Grund, redatelj: Arsen Maas), koji je 28. kolovoza prikazan u zagrebačkom kinu Metropol te u iduće dvije godine još sedam filmova s domaćim glumcima (8. prosinca u kinu Apolo prikazan film Matija Gubec, kojega je prema scenariju Marije Jurić Zagorke režirao Aca Binički), Gospođa sa suncokretom, Mokra pustolovina.
Godine 1919. u Zagrebu osnovao je poduzeće Jugoslavija film k.d. s Teodorom Milić-Žumberskim, proizvevši nekoliko filmova ("Jeftina košta", "Brišem i sudim" (redatelja Arnošta Grunda, u glavnoj ulozi Ignjat Borštnik), "Kovač raspela" (režija Heinz Hanus), "U lavljem kavezu" (režija Arnošt Grund ).

## Vanjske poveznice
- Hamilkar Bošković, Geni.com
- Hamilkar Bošković u internetskoj bazi filmova IMDb-u (engl.)